# Surveyor–7
Surveyor–7 (angolul: térképész) az amerikai Surveyor-program űrszondája, amely sima leszállást hajtott végre a Holdon.  A kutatási program utolsó egysége.

## Küldetés
A NASA tévé-kamerával, talajmechanikai berendezésekkel és analizátorokkal felszerelt szerkezeteket juttatott a Hold felszínére. A program célja, elősegíteni az Apollo-program keretében végrehajtandó emberes Holdra szállását.

## Jellemzői
1968. január 7-én egy Atlas–Centaur rakétával indították a Air Force Eastern Test Range űrbázisról. Indítást követően Föld körüli pályára állt, a hajtómű beindításával a második kozmikus sebességet elérve indult a Hold felé. Repülés közben a Földtől 160 000 kilométernél a pályakorrekciót hideggáz-rakétákkal végeztek, helyzetét stabilizálták. A referencia érzékelők a Napot és a Canopus csillagot vették célba. Feladata, vizsgálati módszere, műszerezettsége megegyezik a Surveyor–6-tal.
A Surveyor 3 méter maga, három lábon álló dúraluminium, csővázas építmény. A váz fogta össze a üzemanyagtartályt, rakétahajtóművet, telekommunikációs egységet, vezérlőegységet, az 1,5 méterre kinyúló manipulátorkart, antennákat. Energiaellátását akkumulátorok (cink-ezüst) és napelemek (1 négyzetméter, 3960 napelemlapocska) összehangolt egysége biztosította. Tömege induláskor 1,5 tonna, leszállás után 300 kilogramm.
Holdra szállás közben a folyékony hajtóanyagú fékezőrakéták működését az automata, fedélzeti radar-magasságmérő jelei vezérelték. Néhány méteres szabadesés után a három korong alakú leszállótalpra leszálló egységkén sikeres landolást hajtott végre.
1968. január 10-én a tervezett helyszíntől 2,5 kilométerre sima leszállás végrehajtása a Tycho-kráter északi lejtőjére. Leszállást követően talajvizsgálatokat aktivációs analizátorral végezte, mintavételt, sugárzásos anyagelemzést összesen 46 órán át végzett. A kamera és kiegészítő egységeivel 360 fokban 15 000 felvételt készített vörös, kék és zöld szűrők közbeiktatásával, ezeket átalakítás után a Földre sugározta, ahol összeállították a környezet színes panorámaképét.
Szolgálati ideje az első holdéjszakával január 23-án befejeződött. Február 12-én aktiválták a szondát, de a tápegység meghibásodása miatt nem volt értékelhető adat.

## Külső hivatkozások
- Surveyor-7. nasa.gov. (Hozzáférés: 2012. december 28.)
- Surveyor-7. lib.cas.cz. [2013. október 13-i dátummal az eredetiből archiválva]. (Hozzáférés: 2012. december 28.)

| Elődje: Surveyor–6 | Surveyor-program 1966–1968 | Utódja: Program vége |